# Elliott Jaques
Elliott Jaques (18 de enero de 1917 - 8 de marzo de 2003) fue un psicoanalista y psicólogo organizacional canadiense. Desarrolló la noción de «organización requerida», en contra de muchas otras teorías en el campo del desarrollo organizacional. Sin embargo es más conocido por el desarrollo del concepto de 'sistemas sociales como defensa contra la ansiedad inconsciente'  (Jaques, 1951) que arrojó luz sobre la estrecha relación entre «tarea organizacional» (el principal objetivo de una organización, como producir, curar, etc.) y la dinámica inconsciente de grupo, y cómo cada una pueden ayudarse o distorsionarse mutuamente. Las ideas de Jaques todavía son muy influyentes en el estudio psicoanalítico de las organizaciones.
Jaques elaboró una teoría salarial que sostiene que el equilibrio social se alcanza cuando el salario guarda relación únicamente con el tiempo de discreción del asalariado, donde el tiempo de discreción se define como el tiempo que la persona puede soportar la angustia por desconocimiento de resultado. El tiempo de discreción es una medida psicológica de la responsabilidad de una persona, su capacidad de seguir adelante de un proyecto sin conocer su conclusión.
Nacido en Toronto, Ontario, Jaques fue educado en la Universidad de Toronto y estudió medicina en la Universidad Johns Hopkins antes de recibir su Ph.D en relaciones sociales en la Universidad de Harvard. Durante la Segunda Guerra Mundial vivió en Inglaterra, donde permaneció después de la guerra estudiando con la psicoanalista inglesa Melanie Klein. En 1946 fue miembro fundador del Tavistock Institute of Human Relations.
Jaques introdujo en 1965 el concepto de la crisis de mediana edad.
Por su aproximación al desarrollo organizacional fue un contribuyente temprano del Desarrollo Adulto Positivo.
Falleció en Gloucester (Massachusetts) en 2003.

## Publicaciones
- The Changing Culture of a Factory: A Study of Authority and Participation in an Industrial Setting (London: Tavistock, 1951)
- Measurement Of Responsibility: A study of work, payment, and individual capacity (Tavistock, 1956) [Reprinted as ISBN 0-415-26443-X]
- Equitable Payment: A General Theory of Work, Differential Payment, and Individual Progress (London: Heinemann, 1961)
- Equitable Payment (London: Heinemann, 1963)
- Time-Span Handbook: the Use of Time-Span of Discretion to Measure the Level of Work in Employment Roles and to Arrange an Equitable Payment Structure (London, Heinemann, 1964)
- Product Analysis Pricing: A method for setting policies for the delegation of pricing decisions and the control of expense and profitability (Carbondale, Southern Illinois University Press, 1964) [with Wilfred Brown ]
- Glacier Project Papers (London: Heinemann Educational, 1965) [with Wilfred Brown ] ISBN 0-435-85102-0
- "Death and the Midlife Crisis", International Journal of Psychoanalysis, 1965.
- Work, creativity, and social justice (London: Heinemann Educational, 1970) ISBN 0-435-85479-8
- A General Theory of Bureaucracy (London: Heinemann Educational, 1976) ISBN 0-435-82473-2
- Health Services (London: Heinemann Educational, 1978) ISBN 0-435-82474-0
- Levels of Abstraction in Logic and Human Action: A theory of discontinuity in the structure of mathematical logic, psychological behaviour, and social organisation. (London: Heinemann Educational, 1978) with R.O. Gibson and D.J. Isaac [Editors]

- Executive Leadership: A Practical Guide to Managing Complexity (Oxford: Blackwell Publishing, 1994) ISBN 0-631-19313-8 [with Stephen D. Clement and Ronnie Lessem]
- Human Capability: Study of Individual Potential and Its Application (London: Gower, 1994) ISBN 0-566-07652-7 [with Kathryn Cason]
- Requisite Organization: Total System for Effective Managerial Organization and Managerial Leadership for the 21st Century (London: Gower, 1997) ISBN 0-566-07940-2
- La Organización Requerida: Un Sistema Integrado Para Crear Organizaciones Eficaces y Aplicar el Liderazgo Gerencial en el Siglo XXI (Ediciones Granica, S.A., 2000) ISBN 950-641-303-7

- Social Power and the CEO: Leadership and Trust in a Sustainable Free Enterprise System (Greenwood, 2002) ISBN 1-56720-551-8
- The Life and Behavior of Living Organisms: A General Theory (Greenwood, 2002) ISBN 0-275-97501-0